# 金澤城
金澤城是日本石川縣金澤市的一座城堡。江戶時代是加賀藩藩主前田氏的居城。為一座平山城。

## 歷史
1546年本願寺勢力建造尾山御坊，成為了加賀一向一揆本願寺的根據地。1580年（天正8年）織田信長家臣佐久間盛政攻陷了尾山御坊，改稱金澤城，曾經在賤岳之戰後被秀吉控制後改名為尾山城，是前田利家居城，1587年左右當高山右近增築城池時，改名為金澤城。
1602年天守被閃電擊中而損毀，改為重建三階櫓。1873年為明治政府陸軍省的財產。1898年發生火災，剩下石川門、三十間長屋及鶴丸倉庫。
1949年成為金澤大學內的建築物之一，當時被稱為世界少有的「城堡中的大學」，直到1995年金澤大學遷移至郊區現址。此後，石川縣政府於1996年取得城堡土地，1999年開始重建。2001年完成第一期工程。2006年進行第二期的維修工程，目標是成為世界遺產。2008年成為國家指定史跡。

## 構造
金澤城是傳統的平山城。瓦磚可以抵禦冬季的積雪。城堡設有本丸、二丸及三丸。天守及三層櫓燒毀後改用二丸為藩主的住所。城不太堅固，因此在城下町設立多個軍事據點抗戰之用（平時為寺廟）。天守自被大火燒毀後沒再重建。
護城河方面，曾經有大手堀、井守（いもり）堀、百間堀及白鳥堀。只一度剩下大手堀，其餘三個成為了剩道而被埋下。而井守堀在2010年4月再次灌水。此外在藩政時代在百間堀及白鳥堀之間有橋通往。

## 遺構

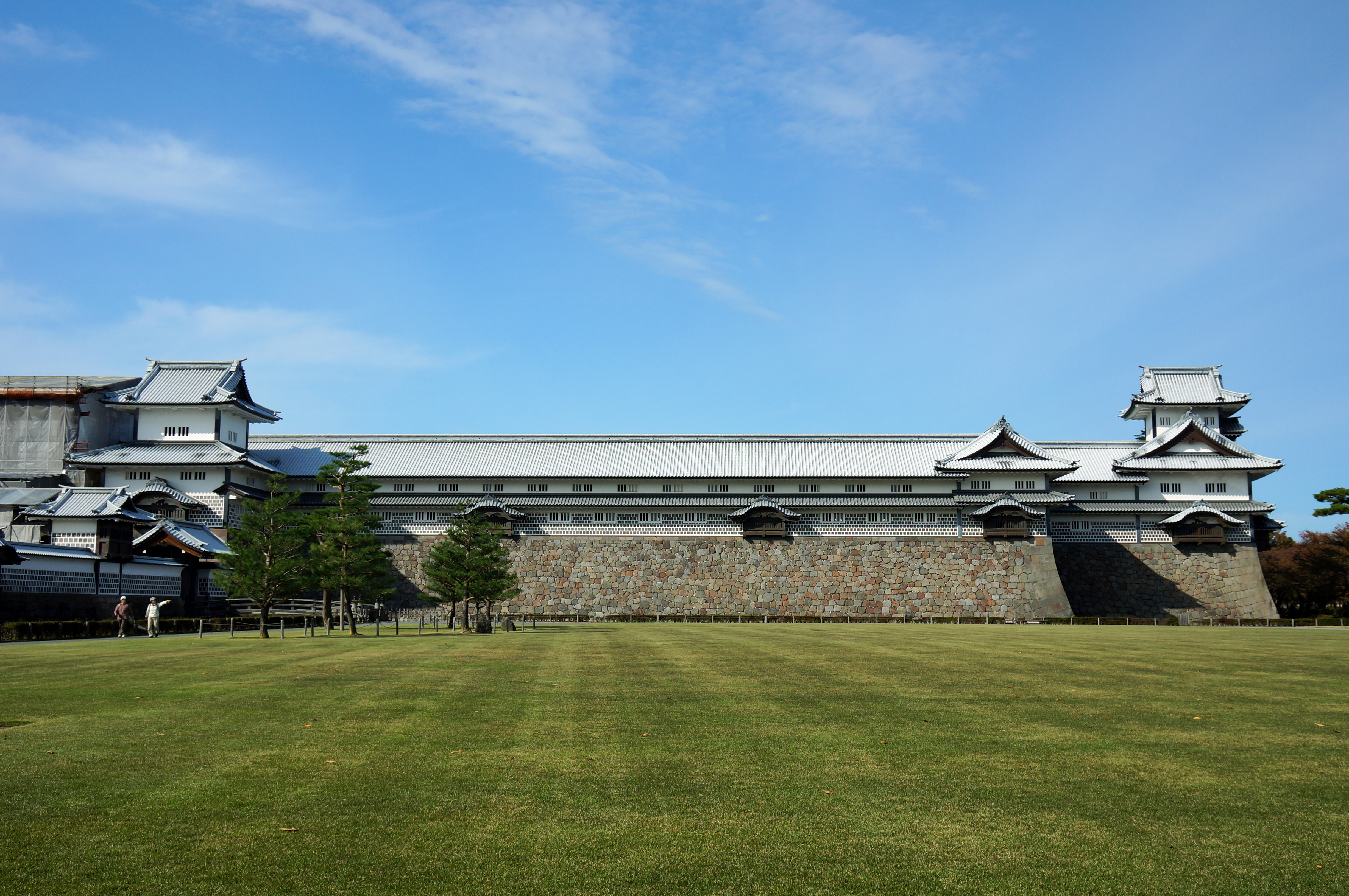
金澤城

- 石川門：表門、櫓門、塀等八棟1935年為國寶（相當於現時的重要文化財）
- 三十間長屋：1957年成為日本國家重要文化財
- 鶴丸倉庫：2007年是石川縣有形文化財。2008年為國家重要文化財。
- 切手門：再度遷移到城外
- 東照權現：改稱尾崎神社（日语：尾崎神社）後，移築保存至今。是金澤城眾多建造物中最為古老。
- 二丸御殿唐門：遷移到尾山神社而現存。
- 二丸能舞台：遷移到市內中村町中村神社拜殿而現存。
- 玉泉院丸太鼓塀：遷移到城外，為現存建築物

## 外部連結
- 金澤城公園網站 （页面存档备份，存于） - 石川縣官方網站內

1. ↑  金沢大学50年史編纂委員会, 金沢大学. . 金沢大学創立50周年記念事業後援会. 1999. hdl:2297/3178.